# Atomová, molekulová a optická fyzika
Atomová, molekulová a optická fyzika (AMO) se zabývá studiem interakcí mezi hmotou a hmotou, popř. hmotou a světlem; v měřítku jednoho či více atomů a na energetické stupnici ve výši několika elektronvoltů. Všechna tři odvětví jsou blízce propojena a využívají postupů a teorií klasické a kvantové fyziky. Typické jsou teorie o vyzařování a rozptylu elektromagnetického záření z excitovaných atomů a molekul, analýza spektroskopie a vývoje laserů a maserů a celkově vlastnosti hmoty.

## Atomová fyzika
Atomová fyzika je vědní obor fyziky, který studuje atomy jako izolované systémy elektronů a jader. Primárně se zabývá uspořádáním elektronů kolem jádra a procesy, které toto uspořádání mění. To zahrnuje jak ionty, tak neutrální částice, pokud není uvedeno jinak. Pro účely této problematiky se předpokládá, že zkoumání atomu (který je definován jako elektroneutrální částice) zahrnuje i problematiku iontů.
Pojem atomová fyzika je často spojován s jadernou energií a atomovými bombami, kvůli obdobné terminologii používané v obou oblastech. Avšak fyzici rozlišují mezi atomovou fyzikou, která se zabývá atomy jako systémy skládajícími se z jádra a elektronů, a nukleární fyzickou, která zkoumá atomové jádro samotné.
Jako u mnoha vědních oborů, striktní hranice atomové fyziky by se jevila jako násilná, obzvlášť když je mnohdy uvažována v širším kontextu AMO.

## Molekulová fyzika
Molekulární fyzika studuje fyzikální vlastnosti molekul, chemické vazby mezi atomy, stejně jako molekulární dynamiku. Za nejdůležitější experimentální techniky jsou považovány různé typy spektroskopie. Tento obor je úzce spojen s atomovou fyzikou a významně zasahuje i do teoretické chemie i fyzikální chemie.
Kromě excitovaných stavů elektronů, molekuly mohou rotovat a vibrovat. Tato rotace a vibrace je kvantifikována; jsou zde rozdílné úrovně energií. Nejmenší rozdíl energií je mezi různými úrovněmi rotací (různé hodnoty spinů), a proto čistě rotační spektra jsou ve vzdálené infračervené oblasti (o vlnové délce 30 - 150 µm) elektromagnetického spektra. Vibrační spektra jsou v blízké infračervené (1 - 5 µm) a spektra vznikající z elektronické přeměny jsou nejvíce viditelná a v ultrafialové oblasti spektra.
Z měření rotačního a vibračního spektra mohou být zjištěny vlastnosti molekul, jako např. vzdálenost jader.
Důležitým aspektem molekulární fyziky je teorie základního atomového orbitalu, která přesahuje do oblasti molekulární orbitální teorie.

## Optická fyzika
Optická fyzika studuje vlastnosti energie elektromagnetického záření a interakce tohoto záření s hmotou. Odlišuje se od obecné optiky a optického inženýrství, avšak odlišnosti nejsou zásadní, neboť zařízení optického inženýrství a aplikace praktické optiky jsou nezbytné pro základní výzkum v optické fyzice. Často titíž lidé pracují v základním výzkumu i vývoji nových technologií aplikované optiky.
Vývojoví pracovníci v optické fyzice používají a vyvíjejí světelné zdroje, které zahrnují elektromagnetické spektrum od mikrovln po rentgenové paprsky. Tento obor zahrnuje generování a detekci světla, lineárního i nelineárního optického procesu a spektroskopii. Laser a laserová spektroskopie klade důraz na optiku i jako vědu. Hlavní studie v optické fyzice jsou zasvěceny kvantové optice a koherenci a femtosekundární optice.
Další důležitou oblastí výzkumu je vývoj novel optických technik nanooptického měření, difraktivní optika a interferometrie, optická koherentní tomografie a mikroskopie. Aplikace optické fyziky vytváří pokrok v oblasti komunikace, medicíny, výroby a dokonce i zábavním průmyslu.

## Historie a vývoj
Jedním z prvních krůčků k atomové fyzice bylo uvědomění, že hmota je složena z atomů, v moderní době základní jednotka všech chemických prvků. Tuto teorii vytvořil John Dalton v 18. století. V tomto stádiu nebylo úplně jasné, co atomy jsou, ačkoli mohly být popsány a klasifikovány díky vlastnostem pozorovatelných v seskupení atomů, takto mohly být zařazeny i do vyvíjející se periodické tabulky prvků Johnem Newlandsem a Dmitrijem Mendělejevem okolo druhé poloviny 19. století.
Později, po objevení existence spektrální čáry, se výrazněji projevila spojitost mezi atomovou a optickou fyzikou. Tuto spojitost popsali Joseph von Fraunhofer, Fresnel a další fyzikové 19. století.
Problémem atomového spektra a záření černého tělesa (vyzařované zahřátými tělesy, která pohltí všechno světlo) se zabývali fyzici až do 20. let. Prvním pokusem o vysvětlení spektra byl Bohrův model atomu vodíku.
Experimenty zahrnující elektromagnetické záření a hmotu (fotoefekt, Comptonův jev, sluneční spektrum spolu s v té době neznámým héliem či Bohrův model vodíku) vedly k naprosto novému matematickému modelu hmoty a světla – kvantové mechanice.

## Klasický oscilátorový model hmoty
První modely snažící se vysvětlit původ indexu lomu pracovaly s elektrony na atomové úrovni podle modelu Paula Druda a Hendrika Lorentze. Cílem teorie bylo vysvětlit původ indexu lomu závislého na vlnové délce. V tomto modelu docházelo k oscilaci elektronu připoutaného k atomu elektromagnetickými vlnami. Amplituda oscilace má vztah jak k frekvenci elektromagnetických vln, tak i k resonančním frekvencím oscilátoru. Superpozice těchto vln z několika oscilátorů poté vedla k vlně, která měla menší rychlost.

## První modely hmoty a světla
Max Planck odvodil formuli pro popsání elektromagnetického pole uvnitř uzavřené (klidové) soustavy při tepelné rovnováze v roce 1900. Jeho model byl založen na superpozici vln ve stálé poloze. V jedné dimenzi má soustava délku L a může zde nastat pouze oscilace o frekvenci vlnového čísla k: , kde n je hlavní kvantové číslo z množiny přirozených čísel.
Kde E je velikost elektrického pole v pozici x a E0 je velikost amplitudy elektrického pole. Z toho byl odvozen Plankův zákon. V roce 1911, na základě rozptylu alfa částic Ernest Rutherford zjistil, že atom má centrální proton. Dále zastával názor, že elektrony budou stále přitahovány k protonu na základě Coulobova zákona, což potvrdil (avšak pouze v omezeném rozsahu). Z těchto dvou názorů usoudil, že elektron obíhá okolo protonu.
V roce 1913 Neils Bohr následně zkombinoval Rutherfordův model atomu s kvantovými metodami Planka. Může existovat pouze specifický a dobře popsaný orbital elektronu, který také nevyzařuje světlo. Ve „skákajícím“ orbitalu může excitovaný elektron vyzařovat či pohlcovat světlo, což však stejnou měrou změní energii orbitalu. Jeho odhady týkající se energetických úrovní a pozorování se shodovala.
Tyto výsledky získané při použití skupiny nezávislých specifických stálých vln nebyly v souladu s nepřetržitým klasickým oscilátorovým modelem. Práce Alberta Einsteina z roku 1905 o fotoelektrickém efektu vedle ke spojitosti světelné vlny s frekvencí s energií fotonu. V roce 1917 Einstein vytvořil nástavbu k Bohrovu modelu atomu představením procesů řízeného záření, samovolného záření a absorpce (elektromagnetické vlnění).

## Moderní pojetí
Velkým posunem k modernímu pojetí byla formulace maticové kvantové mechaniky Wernera Heisenberga a definice Schrödingerovy rovnice Erwinem Schrödingerem.
V rámci AMO lze nalézt několik „poloklasických“ (v orig. „semi-classical“) přístupů, kdy problémy jsou pojímány kvantově mechanicky a jsou řešeny klasicky nezávisle na specifickém problému. Poloklasický přístup je u výpočtů v rámci AMO všudypřítomný, z velké míry z důvodu snížení souvisejících nákladů a omezení komplexity prací.
Pro hmotu vystavenou laserovému záření je použit plně kvantově mechanický přístup atomového nebo molekulárního systému kombinovaný se systémem, na který působí elektromagnetické pole. Protože pole je pojato klasicky, není schopno se vypořádat se samovolnými emisemi Tento poloklasický přístup je platný pro většinu systémů, zejména těch vystavených působení laserového záření s vysokou intenzitou.
Rozdíl mezi optickou fyzikou a kvantovou optikou je v použití poloklasického a plně kvantového přístupu.
V rámci kolizní dynamiky a při použití poloklasického přístupu je vnitřní stupeň volnosti pojímán kvantově mechanicky, zatímco relativní pohyb zkoumaného kvantového systému je pojat klasicky. Pokud bereme v úvahu středně až vysoko rychlostní kolize, jádro může být pojímáno klasicky, zatímco elektron je pojímán kvantově mechanicky. V případě nízko rychlostních kolizí aproximace selhávají.
Klasické Monte-Carlo metody pro dynamiku elektronů mohou být popsány jako poloklasické, kde počáteční podmínky jsou počítány za použití kvantového přístupu, ale veškeré další postupy jsou klasické.

## Izolované atomy a molekuly
Atomová, molekulární a optická fyzika často zkoumá izolované atomy a molekuly. Atomové modely se budou skládat z jednoho jádra, které může být obklopeno jedním nebo více vázanými elektrony, zatímco molekulární modely jsou typicky postavené na molekulárním vodíku a jeho iontu. Model nebere v úvahu uspořádání molekul (ačkoli většina fyzikálních teorií je identická), ani nezkoumá atomy v pevném stavu. Souvisí to s procesem ionizace a excitace fotonů a kolizí atomových částic.
Zatímco modelování izolovaných atomu se nemusí zdát realistické, pokud uvažujeme molekuly v plynu nebo plazmatu, potom čas na interakci mezi molekulami je obrovský v porovnání s procesy probíhajícími mezi atomy a molekulami. To znamená, že jednotlivé molekuly mohou být vnímány, jako kdyby každá byla izolovaná po velkou většinou času. Tímto způsobem atomová a molekulární fyzika poskytují významné poznatky v oblasti plazmové fyziky a atmosférické fyziky, přestože se oba tyto vědní obory zabývají početnými skupinami molekul.

## Elektronová konfigurace
Elektrony tvoří hypotetické obaly okolo jádra. Elektrony jsou přirozeně elektroneutrální, ale mohou být excitovány absorbováním energie z fotonů, magnetického pole nebo interakcí s částicí, se kterou se srazí (typicky jiným elektronem).
Elektrony, které se vyskytují v obalu, jsou vázány. Energie nutná k odtržení elektronu se nazývá ionizační energie. Jakékoli množství energie absorbované elektronem navíc je přeměněno na kinetickou energii podle zákona zachování energie. Tomuto se říká, že atom prošel procesem ionizace.
V případě, že elektron absorbuje množství energie menší, než je ionizační energie, může se dostat do excitovaného nebo virtuálního stavu. Po uplynutí statisticky dostatečného množství času přejde elektron z excitovaného stavu do nižšího cestou samovolné emise. Změna energie mezi dvěma energetickými úrovněmi musí být zohledněna (zachování energie). V neutrálním atomu systém emituje foton tvořený rozdílem energií. Avšak pokud jeden z elektronů ve vnitřním obalu je odebrán, pak nastane tzv. Augerův efekt. Ten umožní násobnou ionizaci atomu jediným fotonem.
Existují zákonitosti elektronové konfigurace při excitaci světlem, avšak pro excitaci elektronů formou kolizního procesu zákonitosti neexistují.